# C/2007 W1
C/2007 W1 (Boattini) je dugoperiodičan komet kojeg je otkrio talijanski astronom Andrea Boattini. Komet je vjerojatno prvi put u prolasku kroz unutarnji Sunčev sustav. Komet se najbliže Zemlji približio 3. travnja 2008. godine i tada se nalazio na udaljenosti od 0,21 AJ. Pritom je dosegao sjaj od 5. magnitude.